# Die Böslinge
Die Böslinge sind eine österreichische Punkband aus Wien.
Die Gruppe wurde 1979 von Erwin Bösling, Harry the Herbert und Peter R. gegründet. Nach der Veröffentlichung der EP Scheiss Kibarei 1981 wurde die Band wieder aufgelöst, bis sie sich 2000 wieder vereinten und die alten Lieder von 1981 neu aufnahmen. Es folgten weitere Alben und Konzerte in Österreich und Deutschland.
Die Böslinge singen ihre Texte im Wiener Dialekt und spielen von The Exploited, The Clash, Sex Pistols und Motörhead beeinflussten Punk. Viele ihrer Texte behandeln politische oder gesellschaftskritische Themen untermauert mit einer simplen Botschaft, derben Sprüchen und brachialer Musik.

## Diskografie
(adaptiert von: Archiv österreichischer Populärmusik)
- 1981: Scheiß Kibarei
- 1987: 1984 the Third
- 1994: Back to Front Vol. 5
- 1997: Es Chaos is die Botschaft! Es Wurschtln es!
- 2000: Wienpunk
- 2000: EP (1981) + Probe (1980)
- 2001: Mörder Party
- 2001: Plastic Bomb Nr. 35
- 2002: Ratzfatz Nr.1
- 2002: 1979 - 2002
- 2002: Ox Nr. 49
- 2003: Fight War Not Wars
- 2003: Kill Intolerance
- 2003: Plastic Bomb Nr. 42
- 2003: Scheiss Polizeistaat
- 2004: Jubilee 2004 – A Rattlesnake Vienna / Enemy Collaboration
- 2005: A-Punk Nr. 1
- 2005: Oaschpartie
- 2005: EKH bleibt! The Alternativer Version Vol. 1
- 2005: Plastic Bomb Nr. 53
- 2006: Last Monarcho Punk Austria
- 2011: De guade oide Zeit – Tondokumente 1977–1985